# Женская сборная Пакистана по кабадди
Женская национальная сборная Пакистана по кабадди — представляет Пакистан на международных соревнованиях по кабадди. Управляющей организацией является Федерация кабадди Пакистана (англ. Pakistan Kabaddi Federation).

## Результаты выступлений

### Чемпионаты мира (круговой стиль)
| Год  | Победы         | Ничьи          | Поражения      | Место          |
| ---- | -------------- | -------------- | -------------- | -------------- |
| 2012 | не участвовали | не участвовали | не участвовали | не участвовали |
| 2013 | 2              | 0              | 3              | 4              |
| 2014 | 3              | 0              | 2              | 3              |
| 2016 | не участвовали | не участвовали | не участвовали | не участвовали |